# Renmark Paringa Council
Koordinaten: 34° 10′ S, 140° 45′ O

Der District Council of Renmark Paringa ist ein lokales Verwaltungsgebiet (LGA) im australischen Bundesstaat South Australia. Das Gebiet ist 916 km² groß und hat etwa 9500 Einwohner (2016).
Renmark Paringa liegt am Murray River an der Ostgrenze von South Australia zum Bundesstaat Victoria und ist etwa 220 Kilometer in östlicher Richtung von der Metropole Adelaide entfernt. Das Gebiet beinhaltet 14 Ortsteile und Ortschaften: Calperum, Chaffey, Cooltong, Gurra Gurra, Lock No. 5, Lock No. 6, Lyrup, Murtho, Paringa, Pike River, Renmark, Renmark South, Renmark West und Wonuarra. Der Verwaltungssitz des Councils befindet sich in Renmark im Zentrum der LGA.

## Verwaltung
Der Council von Renmark Paringa hat neun Mitglieder, die acht Councillor und der Vorsitzende und Mayor (Bürgermeister) des Councils werden von den Bewohnern der LGA gewählt. Renmark Paringa ist nicht in Bezirke untergliedert.